# Penermon
Penermon é uma vila localizada no estado americano de Missouri, no Condado de Stoddard.

## Demografia
Segundo o censo americano de 2000, a sua população era de 75 habitantes.
Em 2006, foi estimada uma população de 76, um aumento de 1 (1.3%).

## Geografia
De acordo com o United States Census Bureau tem uma área de
0,5 km², dos quais 0,5 km² cobertos por terra e 0,0 km² cobertos por água.

## Localidades na vizinhança
O diagrama seguinte representa as localidades num raio de 16 km ao redor de Penermon.